# Idiofa (territorium)
Idiofa is een territorium (territoire) in de Democratische Republiek Congo. Het is een van de vijf territoria van de provincie Kwilu. Het heeft een oppervlakte van 20.000 km² en een bevolking van ongeveer 3.110.000. Hiermee is Idiofa het grootste en het territorium met de meeste inwoners van Kwilu.

## Bestuur
De hoofdplaats is de gelijknamige plaats Idiofa.
Het is onderverdeeld in 4 steden (Idiofa, Dibaya-Lubue, Mangay en Panu) en 12 sectoren. Er zijn 1517 dorpen.

## Geschiedenis
Het territorium is opgericht in 1935 als Kamtsha-Lubwe, voor het zijn huidige naam kreeg.

## Geografie
Idiofa ligt in het noordoosten van de provincie in een bocht van de rivier Kasaï. Andere rivieren zijn de Lubwe en de Kamtsha. Het territorium ligt op een hoogte tussen 700 en 800 meter.
Idiofa heeft een tropisch klimaat. Het regenseizoen valt er tussen half augustus en half mei.

## Bevolking
De belangrijkste bevolkingsgroepen zijn Bunda, Dinga (50%), Ngoli, Pende en Wongo. Gemeenschappelijke voertalen zijn het Kikongo en bij de jeugd ook het Lingala.
De bevolking leeft voornamelijk van landbouw en mindere mate van veeteelt en visvangst (in de Kasaï).